# SHIN ISHIKAWA
SHIN ISHIKAWA ( シン イシカワ、本名 : 石川 信介 ) は、日本の写真家、映像作家。男性。日系ブラジル人移民の背景を持ち、福岡県にて生まれる。上京後、自己との対峙をきっかけに写真家を目指す。2007年、独立後は、人間の心の抑揚、コントラストをテーマに自身を切り取るようシャッターを切る。2015年、さらなる進化を求めてNYへ渡米。帰国後、スチールに加え、CM、MVなどムービーの撮影、監督と表現の場を広げて活躍中。

## 人物・経歴
- 福岡県出身
- 2007年　独立
- 2012年　株式会社 Sketch 設立
- 2015年　渡米
- 2016年　帰国後、東京をベースにおき広告、ファッション、ミュージシャンにおいてスチールとムービーで活躍中
- 公式サイト

## WORKS（写真）

### 映画
- 東宝 - 「ゴーストブック おばけずかん」
- KADOKAWA - 「文豪ストレイドッグス」
- KADOKAWA -「Fukushima50」フクシマフィフティ
- KADOKAWA -「楽園」
- 東宝 -「約束のネバーランド」
- 東宝 -「今日から俺は！！ 劇場版」
- 東宝 -「劇場版 シグナル」〜長期未解決事件捜査班〜
- 東宝 -「奥田民生になりたいボーイと出会う男すべて狂わせるガール」
- ワーナー・ブラザース映画 -「九月の恋と出会うまで」
- KADOKAWA -「首」

### ドラマ
- WOWOW 連続ドラマW - 「フィクサー」
- フジテレビ ドラマ - 「ドクターホワイト」
- WOWOW 連続ドラマW - 「邪神の天秤」
- WOWOW オリジナルドラマ - 「異世界居酒屋のぶ」Season2
- フジテレビ ドラマ - 「シグナル」長期未解決事件捜査班
- WOWOW ドラマWスペシャル -「あんのリリック」-桜木杏、俳句初めてみました-
- WOWOW 開局30周年記念 連続ドラマW「華麗なる一族」
- WOWOW 連続ドラマW -「鉄の骨」
- WOWOW 連続ドラマW -「頭取野崎修平」
- WOWOW 連続ドラマW -「蝶の力学」
- WOWOW 連続ドラマW -「悪の波動 殺人分析班スピンオフ」
- WOWOW 連続ドラマW -「神の手」
- WOWOW 連続ドラマW -「悪党」〜加害者追跡調査〜
- WOWOW 連続ドラマW -「盗まれた顔」〜ミアタリ捜査班〜
- WOWOW 連続ドラマW -「名刺ゲーム」
- WOWOW 連続ドラマW -「宮沢賢治の食卓」
- WOWOW 連続ドラマW -「銭形警部」漆黒の犯罪ファイル
- WOWOW 連続ドラマW -「水晶の鼓動」殺人分析班
- フジテレビ ドラマ -「竜の道」
- フジテレビ FODドラマ -「ヤヌスの鏡」

### 音楽・文化
- Official髭男dism  -  アーティスト写真
- 純烈 - アーティスト写真
- 東宝 - 音楽劇「ダ・ポンテ」
- 松竹 - 日本会談歌舞伎「時超輪廻古井処」
- 橋下徹「最強の思考法」
- 美しき神々の舞～PASSION～
- SOMETIME'S - アーティスト写真
- インスタレーション「Luce e Ombra」ルーチェ・エ・オンブラ〜光と影〜
- KUWATA KEISUKE 2017 SPECIAL SITE 〜けいすけの“お楽しみはこれからだ”〜 ROUND30
- つんく♂「しょっぱいね」
- デーモン閣下「EXISTENCE」
- 篠笛奏者 佐藤和哉「ふうちそう」
- 石崎ひゅーい「星をつかまえて」、「ピノとアメリ」
- 植村花菜「愛のかたち」
- 中川翔子「RAY OF LIGHT」
- LUNA SEA GOD BLESS YOU ～ One Night Dejavu ～ A HOLY DAY
- INKT 「Black by VANQUISH  -  SPRING/SUMMER 2017、SPRING  COLLECTION MAY 2018」
- 音楽劇「夜曲」

### ファッション
- TOOLS
- STRUM
- JUNKO KOSHINO
- FACTOTUM
- ONE by OURET
- OURET
- LITHIUM
- endress
- B.R.ONLINE ON FILM「guji」、「ring」-  2020 Spring & Summer Collection
- KEEN AND INTENSE
- De Petrillo NAPOLI  10°Anniversario
- Bloom DINOSAUR
- ISETAN MiRROR Make & Cosmetic  -  2017 Fall Eccentric Elegance、2018 summer strong decoration
- VONN EYEWEAR
- Black by VANQUISH  -  SPRING/SUMMER 2017 featuring INKT

### 書籍
- 福浦和也「習志野が生んだ野球小僧」
- 瀬尾一三「音楽と契約した男」
- 哀川翔「ブレずに生きれば道は拓ける！一翔両断！！」

### 広告・プロモーション
- サンロッカーズ渋谷 キービジュアル
- 日米対抗ソフトボール - 2019
- サンウルブズ  -  KEEP HUNTING
- ブルーエージェンシー  -「インタビューメーカー」
- terre d'Oc「Pure Argan oil」
- 本田圭佑「SMALL WORLD」
- 山本聖途 - オフィシャルサイト
- 矢野浩司 - オフィシャルサイト

### 雑誌
- GOETHE - 2021年9月号 表紙・特集
- GOETHE - 2021年10月号 表紙・特集
- TOKYO FASHION EDGE - 2021 July 46 表紙

## WORKS（ムービー）

### ファッション
- pillings 23S/S collection
- TOOLS Image movie
- JUNKO KOSHINO
- FACTOTUM
- ONE by OURET
- OURET
- LITHIUM
- endress
- B.R.ONLINE ON FILM「guji」、「ring」-  2020 Spring & Summer Collection
- KEEN AND INTENSE
- De Petrillo NAPOLI  10°Anniversario
- Bloom DINOSAUR
- ISETAN MiRROR Make & Cosmetic  -  2017 Fall Eccentric Elegance、2018 summer strong decoration
- VONN EYEWEAR
- Black by VANQUISH  -  SPRING/SUMMER 2017 featuring INKT

### 広告・プロモーション
- UN CALLINER ZEEP - JOURNAL image movie
- EVEREST Promotion movie
- FERRARI SF90 STRADALE - MADURO
- GOETHE - SKY-HI
- 近畿大学 - Global Movie 2017
- 日本金属株式会社 - コーポレートムービー
- YANUK Factory
- ブルーエージェンシー -「インタビューメーカー」
- terre d'Oc「Pure Argan oil」
- 山本聖途 - オフィシャルサイト
- 矢野浩司 - オフィシャルサイト

### 音楽・文化
- 佐藤和哉「瑠璃色ノ光」
- 美しき神々の舞～PASSION～
- インスタレーション「Luce e Ombra」ルーチェ・エ・オンブラ〜光と影〜
- Ms.OOJA「未来予想図」MV
- 首振りDolls「黒い太陽」、「PSYCHO CLUB」MV

## 写真展・出展・掲載
- Gallery LE DECO  -「THE」
- Walls Tokyo  -  SHIN ISHIKAWA
- 玄光社 - 「フォトグラファーズファイル2020」掲載
- 玄光社 - 「フォトグラファーズファイル2021」掲載
- 玄光社 - 「フォトグラファーズファイル2022」掲載

## その他
- 代々木アニメーション学院 特別講師
- 第68回 日本映像スタジオ協会 フォトコンテスト - 審査員